# Steinfort
Steinfort (lussemburghese: Stengefort) è un comune del Lussemburgo occidentale. Fa parte del cantone di Capellen, nel distretto di Lussemburgo.
Nel 2005, la città di Steinfort, capoluogo del comune che si trova nella parte settentrionale del suo territorio, aveva una popolazione di 2 184 abitanti. Le altre località che fanno capo al comune sono Hagen e Kleinbettingen.